# Коста деј Гроси (Милано)
Коста деј Гроси је насеље у Италији у округу Милано, региону Ломбардија.
Према процени из 2011. у насељу је живело 11 становника. Насеље се налази на надморској висини од 78 м.